# Ed Gray
Pour les articles homonymes, voir Gray.
Edward « Ed » Gray, né le 27 septembre 1975 à Riverside en Californie, est un ancien joueur américain de basket-ball. Il évoluait au poste d'arrière.